# Heroes of Might and Magic IV: The Gathering Storm
Heroes of Might and Magic IV: The Gathering Storm este prima continuare oficială (din cele două) a jocului video de strategie pe ture Heroes IV. A apărut în 2002 doar în varianta pentru Microsoft Windows.

## Povestea
Cinci eroi se întâlnesc într-o tavernă pentru a își stabili planul salvării acelui ținut de către vrăjitorul (engleză: Wizard) malefic Hexis care a stârnit o furtună puternică folosind forțele naturii. In fiecare dintre primele 5 campanii, câte unul dintre cei 5 eroi trebuie să își îndeplinească partea lui din plan, urmând ca în a 6-a și ultima campanie să se reîntâlnească pentru a îl înfrunta pe maleficul Hexis. (Ultima campanie nu este accesibilă decât după completarea a celorlalte 5 campanii)

## Caracteristici
Jocul prezintă 6 campanii noi (în total 22 hărți de campanie), 21 de noi hărți (din care 3 au fost create pentru multiplayer) și 5 noi eroi (fiecare fiind prezentat în câte una din primele 5 campanii). Se mai adaugă 5 noi conservatoare (câte unul pentru fiecare rasă) din care se pot cumpăra papirusuri cu vrăji specifice rasei (nu există vrăji pentru rasa Bastion (engleză Stronghold), rasa orientată spre atac și apărare), un Castel Întunecat (engleză Dark Castle), în care se pot pune creaturi sau eroi și două tipuri de Coliseum-uri, Putere (engleză Might) și Magie (engleză Magic). În cel de putere, un singur erou din armată trebuie să se lupte cu un anumit număr de Dragoni Negri (engleză Black Dragons), iar în cel de magie trebuie să se lupte cu un anumit număr de Dragoni Zână (engleză Faerie Dragons). De asemenea, sunt adăugate 16 noi artefacte și 4 noi creaturi (Cavaler Goblin (engleză: Goblin Knight), Magiciană Malefică (engleză: Evil Sorceress), Gargantuan și Campion Întunecat (engleză: Dark Champion) care nu pot fi recrutate. Meniul principal prezintă o nouă coloană sonoră și o nouă imagine. Editorul de hărți și modul Multiplayer sunt de asemenea îmbunătățite.